# 拉法埃拉·彼得里尼
拉法埃拉·彼得里尼（義大利語：Raffaella Petrini，1969年1月15日—）是意大利天主教修女，自2025年3月1日起担任宗座梵蒂岡城國委員會主席和梵蒂冈城国政府主席。她于2021年至2025年担任梵蒂冈城国政府秘书长。同时她也是圣体方济各修女会的成员。彼得里尼是首位担任该职位的女性，也是梵蒂冈政府中级别最高的官员之一。

## 生平
拉法埃拉·彼得里尼1969年1月15日出生于罗马，毕业于国际社会科学自由大学并于此获得政治学学位。随后她进入哈特福德大学巴尼商学院学习，并于2001年获得组织行为学硕士学位。之后她于2008年进入宗座圣多玛斯大学学习，并分别于2011年2014年获得学士以及博士学位。她后来被任命为该校教授，教授福利经济学和经济过程社会学课程。
她于2005年至2021年期间在圣座万民福音部工作。
2021年11月4日，教宗方济各任命她为梵蒂冈城国政府秘书长，她是首位担任该职位的女性。他后来指出，她是这个世界上最小国家中级别最高的女性。
2022年7月13日，教宗方济各首次任命女性为主教部的成员，获任者包括拉法埃拉·彼得里尼、温帼仪和玛丽亚·莉娅·泽尔维诺。
2025年1月，教宗方济各宣布计划任命彼得里尼为梵蒂冈城国政府主席，并于2月15日正式做出任命，生效日期定为3月1日。她是首位担任此职的女性。